# 14445 Koichi
14445 Koichi este o planetă minoră (asteroid), cu un diametru de 9,685 km, din centura de asteroizi. A fost descoperită pe 26 octombrie 1992 la Kitami Observatory⁠(d) de Kin Endate. 
Obiectul prezintă o orbită caracterizată de o semiaxă mare de 3,0102647 UAi, o excentricitate de 0,22, o înclinație de 2,30573 ° în raport cu ecliptica.